# Christian Siegfried von Plessen
Christian Siegfried von Plessen (ur. 1646, zm. 1723) – duński polityk i dyplomata.
Pełnił ważne funkcje państwowe do 1700 r., kiedy musiał odejść, ponieważ każde jego działanie na dworze było torpedowane przez konkurencyjne rody. 
W latach 1702–1703 duński poseł (envoyé) w Londynie. Był mężem zaufania angielskiej królowej Anny. 
Jego synami byli Carl Adolph von Plessen (1678-1758) i Christian Ludvig von Plessen (1676-1752).
Odznaczony Orderem Słonia w 1695 roku.